# Kellye Garrett
Pour les articles homonymes, voir Garrett.
Kellye Garrett, née en 1978 dans le New Jersey, est une femme de lettres américaine, auteure de roman policier.

## Biographie
Kellye Garrett travaille pour le magazine Vibe puis en 2006 comme assistante de production et à l'écriture de scénarios pour  treize épisodes de la série télévisée américaine Angela's Eyes. En 2007, elle écrit un scénario pour un épisode Family 8108 de la série télévisée américaine Cold Case : Affaires classées.
En 2017, elle publie son premier roman, Hollywood Homicide, premier volume d'une série mettant en scène Dayna Anderson, une actrice devenue détective privé à Los Angeles. Avec ce roman, elle est lauréate dans la catégorie meilleur premier roman du prix Agatha 2017, prix Anthony 2018 et du prix Lefty 2018.
Kellye Garrett est membre de Mystery Writers of America, d'International Thriller Writers, et de Sisters in Crime où elle est membre du conseil d’administration national en tant que chargée de la communication de l'organisation.

## Œuvres

### Romans

#### SérieDayna Anderson
- Hollywood Homicide (2017)
- Hollywood Ending (2018)

#### Autres romans
- Like a Sister (2022)
- Missing White Woman (2024)

## Filmographie
- 2003–2010 : Cold Case : Affaires classées (série télévisée)

## Récompenses et distinctions

### Prix
- Prix Agatha 2017 du meilleur premier roman pour Hollywood Homicide[1]
- Prix Anthony 2018 du meilleur premier roman pour Hollywood Homicide[2]
- Prix Lefty 2018 du meilleur premier roman pour Hollywood Homicide[3]
- Prix Anthony 2023 du meilleur roman pour Like a Sister[2]

### Nominations
- Prix Macavity 2018 du meilleur premier roman pour Hollywood Homicide[4]
- Prix Barry 2018 du meilleur livre de poche pour Hollywood Homicide[5]
- Prix Lefty 2019 du meilleur roman policier humoristique pour Hollywood Ending[3]
- Prix Anthony 2019 du meilleur livre de poche pour Hollywood Ending[2]
- Prix Lefty 2023 du meilleur roman policier pour Like a Sister[3]
- Prix Edgar-Allan-Poe 2023 du meilleur roman pour Like a Sister[6]
- Prix Thriller 2025 du meilleur thriller pour Missing White Woman[7]
- Prix Anthony 2025 du meilleur livre de poche pour Missing White Woman[2]